# Julius Regis
Julius Regis, född den 20 juli 1889 i Stockholm, död 10 januari 1925 i Stockholm, var en svensk författare, kriminalförfattare och journalist. Han blev mest känd som författare av underhållningsfiktion, men var också en pionjär inom filmjournalistiken. Hans mest framgångsrika romaner och noveller handlar om Maurice Wallion, detektiv och journalist, kallad ”Problemjägaren”.

## Biografi
Julius Regis föddes den 20 juli 1889 i Adolf Fredriks församling i Stockholm. Fadern var handelsresande och dog 1897, därefter tycks Julius och modern ha levt själva. Föga är känt om Regis liv, vilket har gett upphov till spekulationer och förvirring om bland annat hans namn. Han föddes som Julius Regis Petersson, men bytte 1908 namn till Julius Regis Regis. Ibland kallas han Jul. Regis, som en variant på Julius. Det har florerat rykten om hans fysik, han påstås bland annat ha varit puckelryggig och kortväxt. Detta har dock inte kunnat verifieras.
Regis tog studentexamen vid Södermalms högre allmänna läroverk med sammanfattningsbetyget ”Med beröm godkänd” och fortsatte sedan studera på Stockholms högskola, framför allt svensk litteraturhistoria. Att han avbröt studierna beror troligtvis på att han var tvungen att försörja sin mor.
Han inledde sin skribentkarriär genom att korrekturläsa på P.A. Norstedt och Söner. 1910 debuterade han med ”Ett och annat om hemlig skrift. ABCD för amatörer” som trycktes i Bonniers Månadshäften. Han romandebuterade med Blå Spåret 1916. Blå Spåret är den första boken i serien om detektiven och journalisten Maurice Wallion. Romanfiguren Maurice Wallion är influerad av Arthur Conan Doyles Sherlock Holmes, och romanerna är kriminalhistorier med thrillerstruktur. Det finns flera likheter i motiv mellan Regis produktion och senare så kallade "hårdkokta" detektivromaner, bland annat i förekomsten av biljakter, knytnävsslagsmål och kriminella samfund.
Regis var en av Sveriges första filmjournalister. Han var medarbetare i filmtidskrifterna Filmvärlden och Filmjournalen. Han skrev tillsammans med Edvin Thall den första svenska fackboken om film, Filmens roman. En världserövrares historia berättad i korta kapitel (1920). Filmen spelar även en viktig roll i flera av hans skönlitterära verk, bland annat i Walter Cray från Paris.
Regis dog 1925, 35 år gammal, till följd av kronisk hjärtmuskelinflammation.

## Kuriosa
Regis' Blå spåret är en av Gunvald Larssons favoritromaner, vilket framkommer i deckaren Terroristerna av Sjöwall/Wahlöö.

### Noveller och följetonger
- Mannen som kände Storsjöodjuret. Historien om en intervju med professor Burness-Faulcner och om en sportbragd i yttersta skären, 1912
- I de döda rosornas doft, 1914
- Den vita ovalen, 1916
- Tornets skugga, 1917
- Det osynliga svärdet, 1917
- Kardinalens handske, 1918
- Glömskans portar, 1918
- Gåvan från Palemgang, 1918
- Millionstölden i Zoppot, 1922
- Järnluckan. Ur en problemjägares samlingar, 1922

### Romaner
- Blå spåret. Detektivroman, 1916
- Walter Cray från Paris. Detektivroman, 1917
- Kopparhuset. Detektivroman 1918
- N:o 13 Toroni, 1919
- Filmens roman. En världserövrares historia berättad i korta kapitel (Tillsammans med Edvin Thall), 1920
- Vargflocken, 1921
- Vägen till Iblîs. Äventyrsroman, 1921
- Den grå gästen. Detektivroman, 1922
- Den försvunna patrullen. Svenska scouter på äventyr. Berättelse för pojkar, 1923
- Eldens hus. Detektivroman, 1923
- Granitporten. Detektivroman, 1924

### Novellsamlingar
- Isens fångar och andra äventyrsberättelser för ungdom, 1925
- Vid de sex kaptenernas bord. Några Jules Verne-historier, 1925
- Sanningen om Cro-Cro. Jul. Regis’ sista noveller, 1930 (utgiven postumt)
- Problemjägaren. Noveller i urval, 1998 (utgiven postumt, red.: Per Olaisen)

### Fotnoter
1. 1 2  Julius R Regis, Svenskt biografiskt lexikon, Svenskt Biografiskt Lexikon-ID: 7573.[källa från Wikidata]